# Турин (провинция)
Тури́н (пьем. Sità metropolitan-a 'd Turin, окс. Ciutat metropolitana de Turin), Тори́но (итал. Città metropolitana di Torino) — упразднённая провинция в области Пьемонт Италии. В 2015 году вместо провинции была образована новая территориальная единица метрополитенский город Турин.
В 2011 году имела площадь 6830 км² и численность населения 2 306 676 человек. Обладала наибольшим числом коммун среди итальянских провинций — 316.